# 재현고등학교
재현고등학교(在鉉高等學校)는 대한민국 서울특별시 노원구 중계동에 있는 사립 고등학교이다.

## 학교 연혁
- 1970년 6월 11일 : 초대 이사장 이익엽 여사 학교법인 재현학원 허가 및 중학교 설립 예비인가
- 1978년 3월 2일 : 초대 황인표 교장 취임
- 1978년 3월 3일 : 고등학교 개교(1학년 6학급)
- 1990년 6월 11일 : 학교법인 재현학원 제2대 김진우 이사장 취임
- 2010년 10월 : 다목적 강당(한빛관) 개관
- 2011년 6월 10일 : 재현학원 창학 40주년 기념식
- 2017년 2월 : 제37회 495명 졸업(총 졸업생 18,877명)
- 2021년 3월 1일 : 제10대 박정근 교장 취임
- 2021년 3월 2일 : 입학 12학급
- 2023년 9월 1일: 제11대 엄기완 교장 취임

## 참고 자료
- 재현고등학교 - 한국교육학술정보원 학교알리미